# Estádio do Costa do Sol
Estádio do Costa do Sol – stadion piłkarski położony w Maputo. Drużyną rozgrywającą spotkania na tym stadionie jest CD Costa do Sol. Stadion może pomieścić do 10 tys. kibiców. Został zbudowany w 1966 roku. Na płycie boiska znajduje się naturalna trawa.